# Neomyia macrops
Neomyia macrops är en tvåvingeart som först beskrevs av Charles Howard Curran 1935.  Neomyia macrops ingår i släktet Neomyia och familjen husflugor. Inga underarter finns listade i Catalogue of Life.